# Turó de les Sivines
El Turó de les Sivines és una muntanya de 559 metres que es troba al municipi de Fulleda, a la comarca catalana de les Garrigues.